# Tadzino
Tadzino (deutsch Tadden, auch Thadden, kaschubisch Tadzëno) ist ein Dorf in der polnischen Woiwodschaft Pommern und gehört zum Verwaltungsbezirk Landgemeinde Gniewino (Gnewin) im Powiat Wejherowski (Neustädter Kreis).

## Geographische Lage
Das  Dorf liegt in Hinterpommern, in der Kaschubei, an der Grenze zur historischen Region Westpreußen, etwa 33 Kilometer nordöstlich der Stadt Lauenburg in Pommern, 17 Kilometer nordwestlich der Stadt Wejherowo (Neustadt in Westpreußen) und drei Kilometer südsüdöstlich des Dorfs Gnewin.

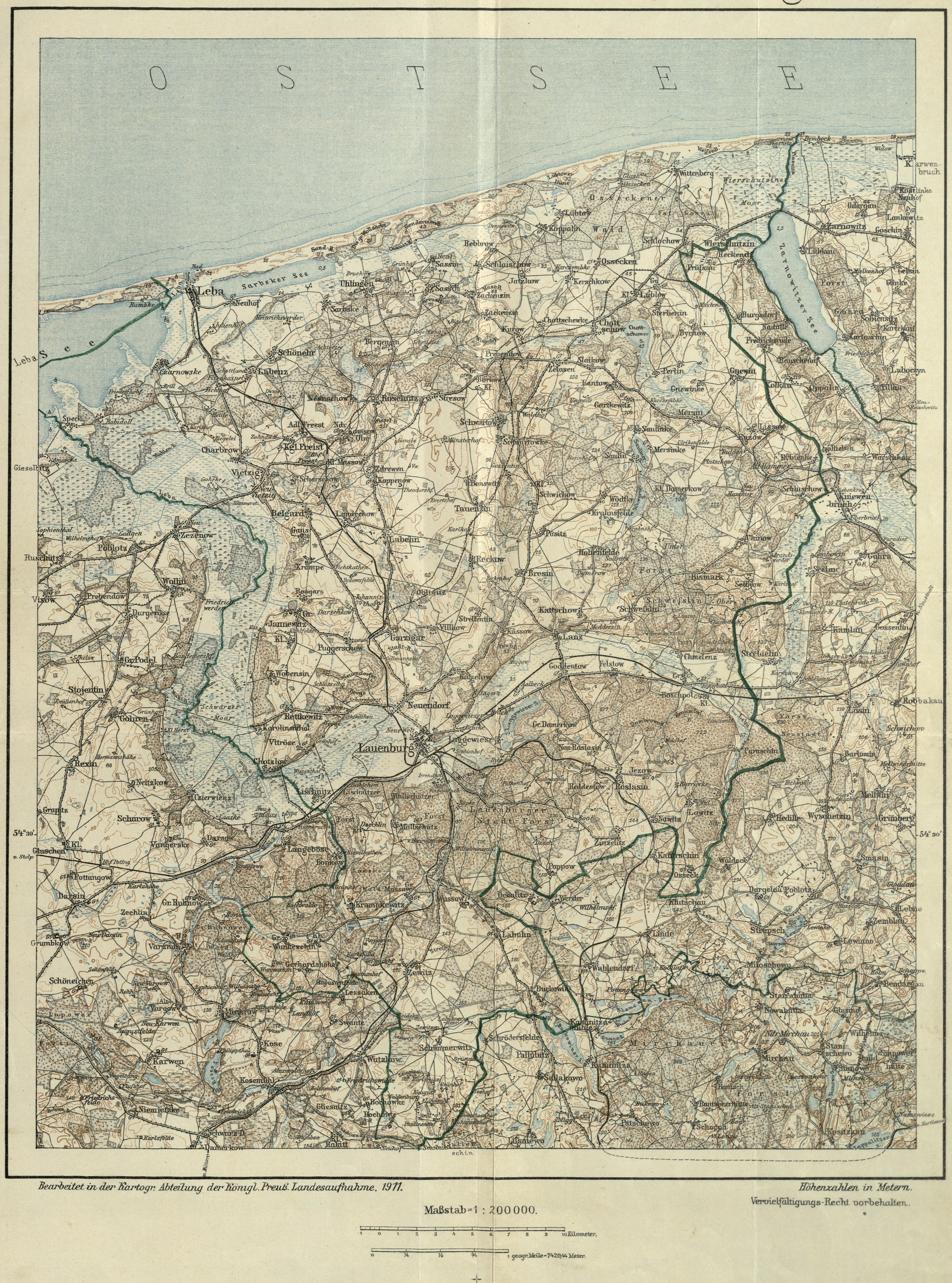
Tadden, nordöstlich der Stadt Lauenburg in Pommern, ostsüdöstlich der Stadt Leba, unweit der Ostseeküste, südlich des Zarnowitzer Sees und südwestlich des Dorfs Lissow, auf einer Landkarte von 1911

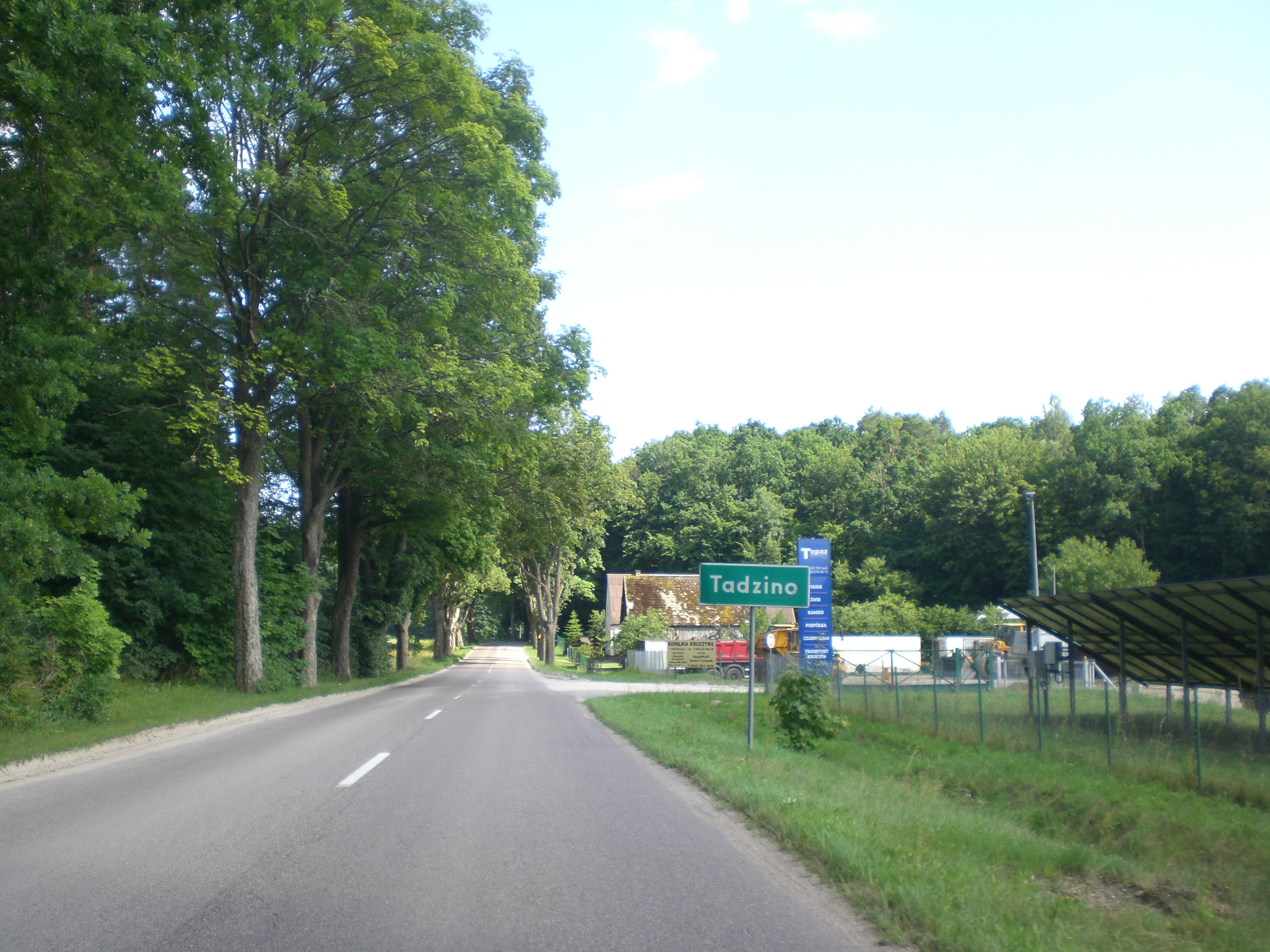
Ortseingang (2024)

## Geschichte
Zwar erhielt die kassubische Familie von Thadden, die im Gebiet des Deutschen Ordens und der Herzöge von Pomerellen-Danzig in Ostpommern ansässig war, ihren Namen von dem Ort Tadden, dieser ist jedoch nicht als ihr eigentlicher Stammsitz anzusehen, zumal die Taddens selbst Nesnachow (etwa zwanzig Kilometer westnordwestlich von Tadden gelegen) als ihr Zuhause betrachteten.
Am 9. Mai 1925 wurde der Gutsbezirks Enzow in die Landgemeinde Tadden eingegliedert.
Am 1. April 1927 hatte das Gut Lissow eine Flächengröße von 549 Hektar, und am 16. Juni 1925 hatte der Gutsbezirk 224 Einwohner. Am 30. September 1928 wurde der Gutsbezirk Lissow in die Landgemeinde Tadden eingegliedert.
Anfang der 1930er Jahre hatte die  Landgemeinde Tadden eine Flächengröße von 13,1 km². Innerhalb der Gemeindegrenzen standen insgesamt  31 bewohnte Wohnhäuser an fünf verschiedenen Wohnstätten:
1. Alt Lissow
2. Enzow
3. Lissow
4. Platschow
5. Tadden

Um 1935 gab es in Tadden einen Gemischtwarenladen.
Tadden (historische Namen auch: Thatt, Dott) bildete bis 1945 eine Landgemeinde im Kreis Lauenburg in Pommern im Regierungsbezirk Köslin der preußischen Provinz Pommern im Deutschen Reich. Es war mit den Gemeinden Bychow, Gnewin, Mersin und Perlin in den Amtsbezirk Gnewin eingegliedert. Amtsgerichtsbezirk war Lauenburg.  In der Gemeinde lebten im Jahre 1910 insgesamt 83 Einwohner, 1933 waren es 364 und 1939 365.
Gegen Ende des Zweiten Weltkriegs besetzte im Frühjahr 1945 die Rote Armee die Region. Bald darauf wurde Tadden zusammen mit ganz Hinterpommern und Westpreußen von der Sowjetunion der Volksrepublik Polen zur Verwaltung überlassen. Anschließend begann in Tadden die Zuwanderung polnischer Zivilisten, von denen die einheimischen Dorfbewohner aus ihren Häusern und Gehöften gedrängt wurden. Der Ortsname Tadden wurde zu Tadzino polonisiert. In der darauf folgenden Zeit wurden die Alteinwohner aus von der polnischen Administration aus Tadden vertrieben.
Das Dorf ist Teil der Gmina Gniewino im Powiat Wejherowski in der Woiwodschaft Pommern (1975 bis 1998 Woiwodschaft Danzig) und ist Sitz eines Schulzenamtes, in das neben Tadzino auch Płaczewo (Platschow) integriert ist. Heute sind hier 270 Einwohner registriert.

### Demographie
| Jahr | Einwohner | Anmerkungen                                 |
| ---- | --------- | ------------------------------------------- |
| 1818 | 35        | Dorf, adlige Besitzung                      |
| 1822 | 54        | mit den Vorwerken Platschow und Kostkow     |
| 1852 | 56        | A und B, Dorf                               |
| 1925 | 446       | darunter 362 Evangelische und 73 Katholiken |
| 1933 | 364       | [ 11 ]                                      |
| 1939 | 365       | [ 11 ]                                      |

## Kirche

### Kirchspiel bis 1945
In Tadden bzw. Tadzino stand und steht kein Gotteshaus. Vor 1945 war das Dorf mit zwölf weiteren Orten in das evangelische Kirchspiel Gnewin  im Kirchenkreis Lauenburg in Pommern der Kirchenprovinz Pommern der Kirche der Altpreußischen Union eingepfarrt. 1940 zählte das Kirchspiel 2061 Gemeindeglieder. Letzter deutscher Geistlicher war Pfarrer Johannes Scheel.
Die katholischen Kirchenglieder waren vor 1945 in die Pfarrei Gohra eingegliedert.

### Polnisches Kirchspiel seit 1945
Die seit 1945 und Vertreibung der einheimischen Dorfbewohner anwesende polnische Einwohnerschaft ist mit wenigen Ausnahmen katholisch. Das Dorf ist der 1977 gebildeten Pfarrei Gniewino (Gnewin) im Dekanat Gniewino im Bistum Pelplin der Katholischen Kirche in Polen angegliedert. 
Evangelische Polen sind dem Pfarramt der Kreuzkirchengemeinde in Stolp in der Diözese Pommern-Großpolen der Evangelisch-Augsburgischen Kirche in Polen zugeordnet, deren Filialkirche in Lębork (Lauenburg in Pommern) steht.

## Verkehr
Eine Nebenstraße führt von Bolszewo (Bohlschau) an der polnischen Landesstraße 6 (ehemalige deutsche Reichsstraße 2, heute auch Europastraße 28) Stettin – Danzig durch den Ort und führt bis Żelazna (Hohenwaldheim) an der Woiwodschaftsstraße 213 Słupsk (Stolp) – Celbowo (Celbau).
Zwischen 1902 und 1992 bestand über die Station Lisewo Kaszubeskie (Lissow) Anschluss an die Bahnstrecke Neustadt in Westpreußen – Chottschow – Garzigar der Stolper Bahnen. Diese Strecke ist nicht mehr in Betrieb.